# Шушунова, Елена Львовна
Еле́на Льво́вна Шушуно́ва (23 апреля 1969, Ленинград — 16 августа 2018, Санкт-Петербург) — советская гимнастка, двукратная олимпийская чемпионка, неоднократная чемпионка мира, Европы и СССР, обладательница Кубка мира и Кубка СССР, победительница Игр Доброй воли (1986). Заслуженный мастер спорта СССР (1985). Двоюродная сестра поэтессы Ларисы Шушуновой.

## Биография
Окончила Санкт-Петербургский государственный университет физической культуры имени П. Ф. Лесгафта (1991).
Тренировалась под руководством Г. М. Рубцовой, Т. Н. Ятченко, В. Н. Говриченкова.
Установила абсолютный рекорд на Всемирной универсиаде в 1987 году, выиграв все шесть золотых медалей.
Награждена орденом Трудового Красного Знамени (21.06.1989) и медалью «За трудовое отличие» (23.04.1985).
Проживала в Санкт-Петербурге, работала в городском комитете по физической культуре и спорту.
В 2005 году была включена в Международный еврейский спортивный зал славы.
В её честь назван новый элемент в спортивной гимнастике: «прыжок Шушуновой» — прыжок вверх с перемахом ноги врозь в упор лёжа. Впервые выполнен Еленой Шушуновой в 1988 году.
Скончалась 16 августа 2018 от осложнения после пневмонии в возрасте 49 лет. Похоронена в Санкт-Петербурге на Богословском кладбище.

## Ссылки

Могила Шушуновой на Богословском кладбище Петербурга.